# Aphaneramma
Aphaneramma és un gènere extint de temnospòndils que van viure a la fi del període Triàsic, en allò que avui és Austràlia, Sud-àfrica i el Pakistan. S'assemblaven a un cocodril i tenien una longitud de 60 cm. La seva mandíbula era molt llarga, a diferència del gavial, de petites dents.